# Варнгау
Ва́рнгау (нем. Warngau) — община в Германии, в земле Бавария.
Подчиняется административному округу Верхняя Бавария. Входит в состав района Мисбах. Население составляет 3743 человека (на 31 декабря 2010 года). Занимает площадь 51,28 км².
Коммуна подразделяется на 10 сельских округов.

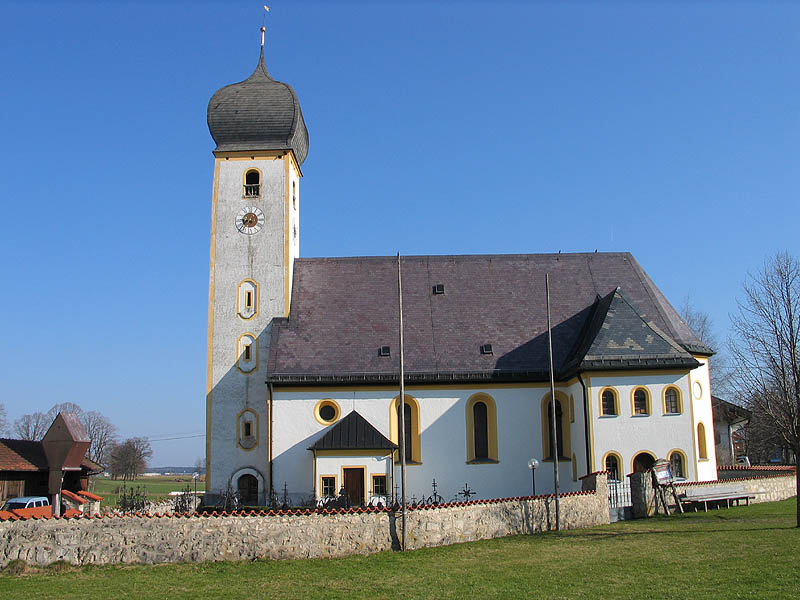
Церковь в Варнгау